# Litoboř
Litoboř (německy Litoborsch) je obec v okrese Náchod v Královéhradeckém kraji. Žije zde 110 obyvatel a obec tak patří k nejmenším obcím v kraji.

## Historie
První písemná zmínka o obci pochází z roku 1369.
V roce 1882 žilo v Litoboři s Křižanovem a Mečovem, které k Litoboři v minulosti patřily, celkem 857 obyvatel. Na přelomu století žilo v Litoboři 472 obyvatel a v roce 1960 měla obec Litoboř 216 obyvatel. V roce 1990 klesl počet obyvatel již pod 90. Na poklesu obyvatel se podílel jak celkový společenský vývoj koncentrace lidí do měst, tak i politika střediskových obcí uplatňovaná předchozím politickým režimem.

## Obyvatelstvo
| Rok            | 1869 | 1880 | 1890 | 1900 | 1910 | 1921 | 1930 | 1950 | 1961 | 1970 | 1980 | 1991 | 2001 | 2011 | 2021 |
| -------------- | ---- | ---- | ---- | ---- | ---- | ---- | ---- | ---- | ---- | ---- | ---- | ---- | ---- | ---- | ---- |
| Počet obyvatel | 538  | 505  | 512  | 472  | 495  | 382  | 334  | 244  | 216  | 157  | 130  | 97   | 94   | 103  | 93   |
| Počet domů     | 100  | 100  | 101  | 101  | 106  | 103  | 108  | 99   | 72   | 62   | 48   | 79   | 88   | 45   | 88   |

## Hospodářství
Obec má od roku 2009 status vinařské obce a je součástí mělnické vinařské podoblasti s viniční tratí Pod Hrombitkou. Vysazeno je zde přes 1200 keříků vinné révy - převážné odrůd Merzling a Kofranka. První sklizeň proběhla v roce 2013.

## Obecní správa
Mezi lety 1869–1959 Litoboř byl obcí v okrese Nové Město nad Metují (1869–1890) (v roce 1869 Nové Město) a později v okrese Náchod. V letech 1960–1990 patřil jako část obce k Hořičkám a od 1. září 1990 je opět samostatnou obcí.

### Obecní symboly
Znak a vlajka byly obci uděleny rozhodnutím předsedy Poslanecké sněmovny Parlamentu České republiky dne 30. listopadu 2007.

## Pamětihodnosti
- Tvrz Turyň
- Kaplička Panny Marie z roku 1800
- Památník obětem totalitního komunistického režimu v obci, odhalený 16. srpna 2008 na památku nespravedlivě odsouzených spoluobčanů z Litoboře ve vykonstruovaném procesu v 50. letech.[8]
- Kamenný kříž s Kristem, anděly a reliéfem Panny Marie na kamenném podstavci z roku 1823
- Socha svatého Jana Nepomuckého na kamenném podstavci s reliéfem

## Galerie

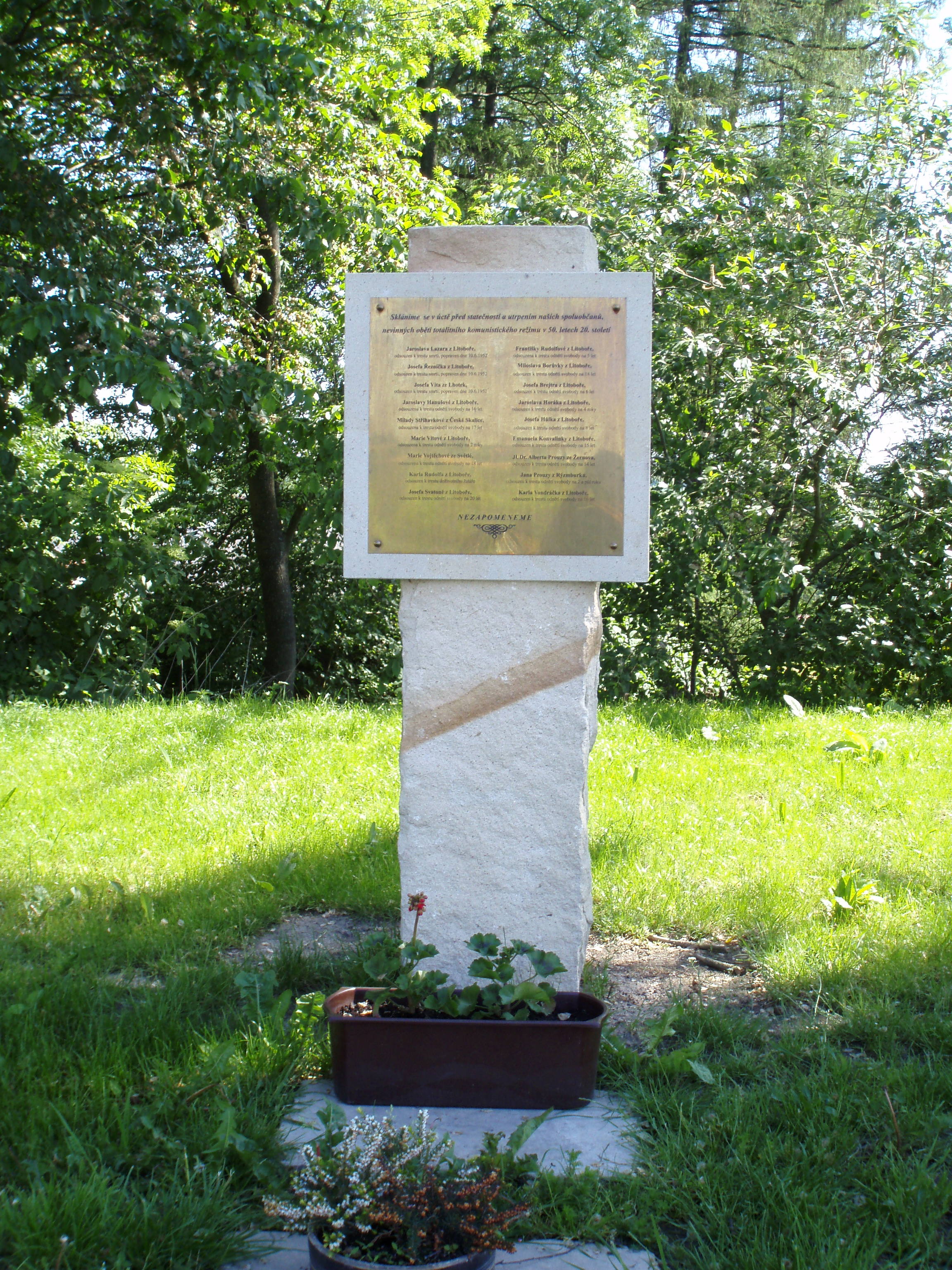
Památník obětem komunismu
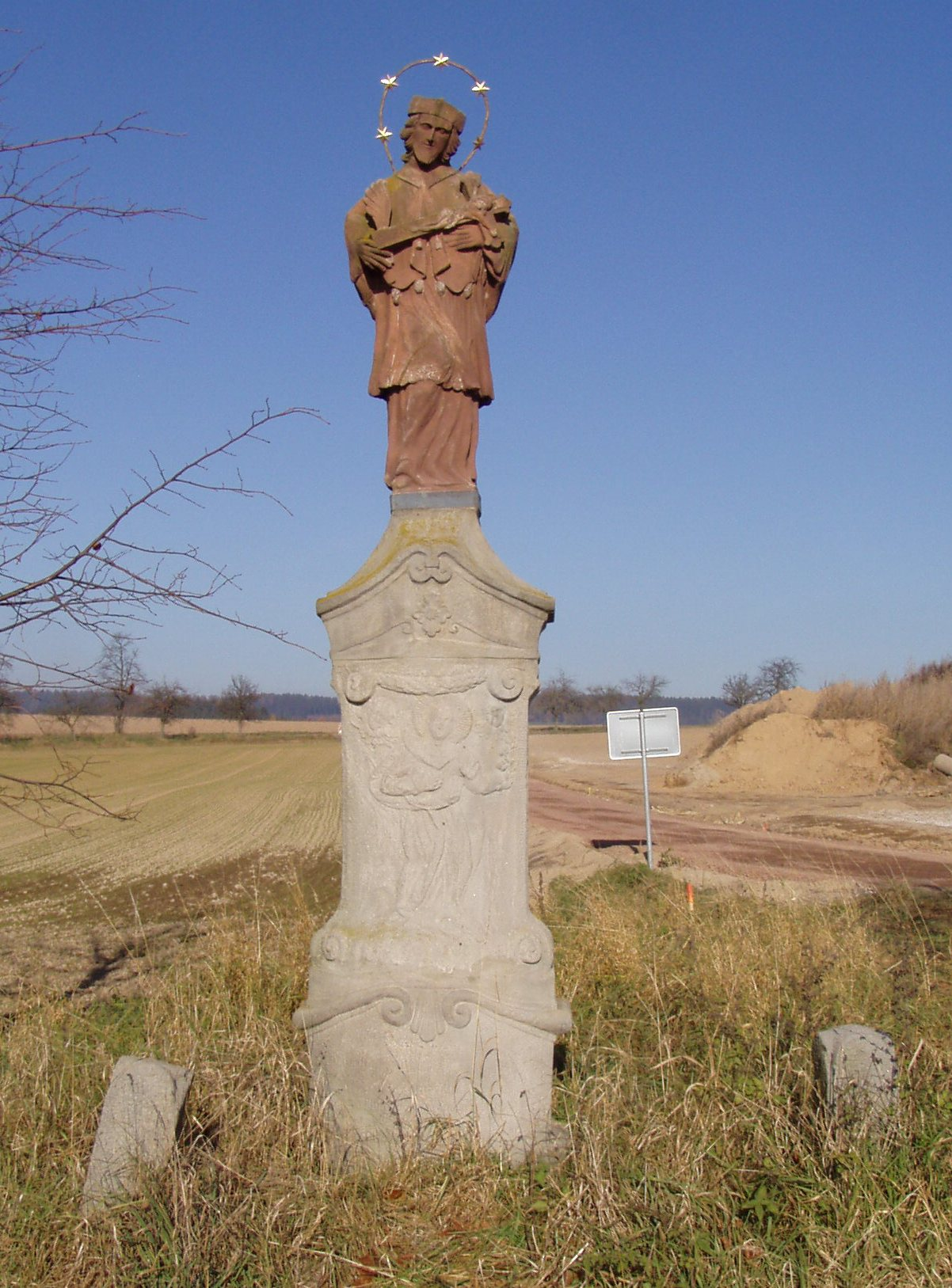
Socha svatého Jana Nepomuckého
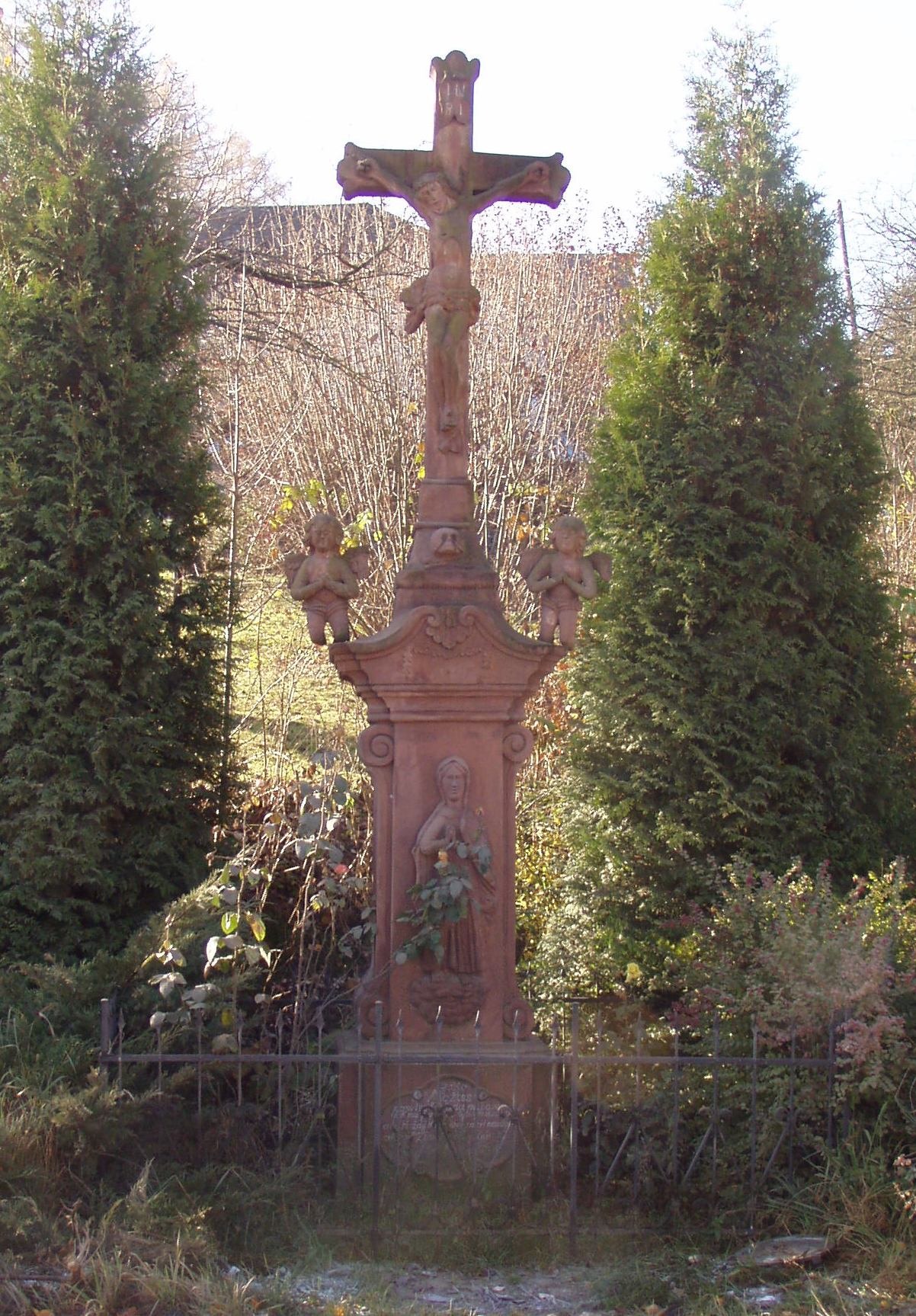
Kříž z roku 1823
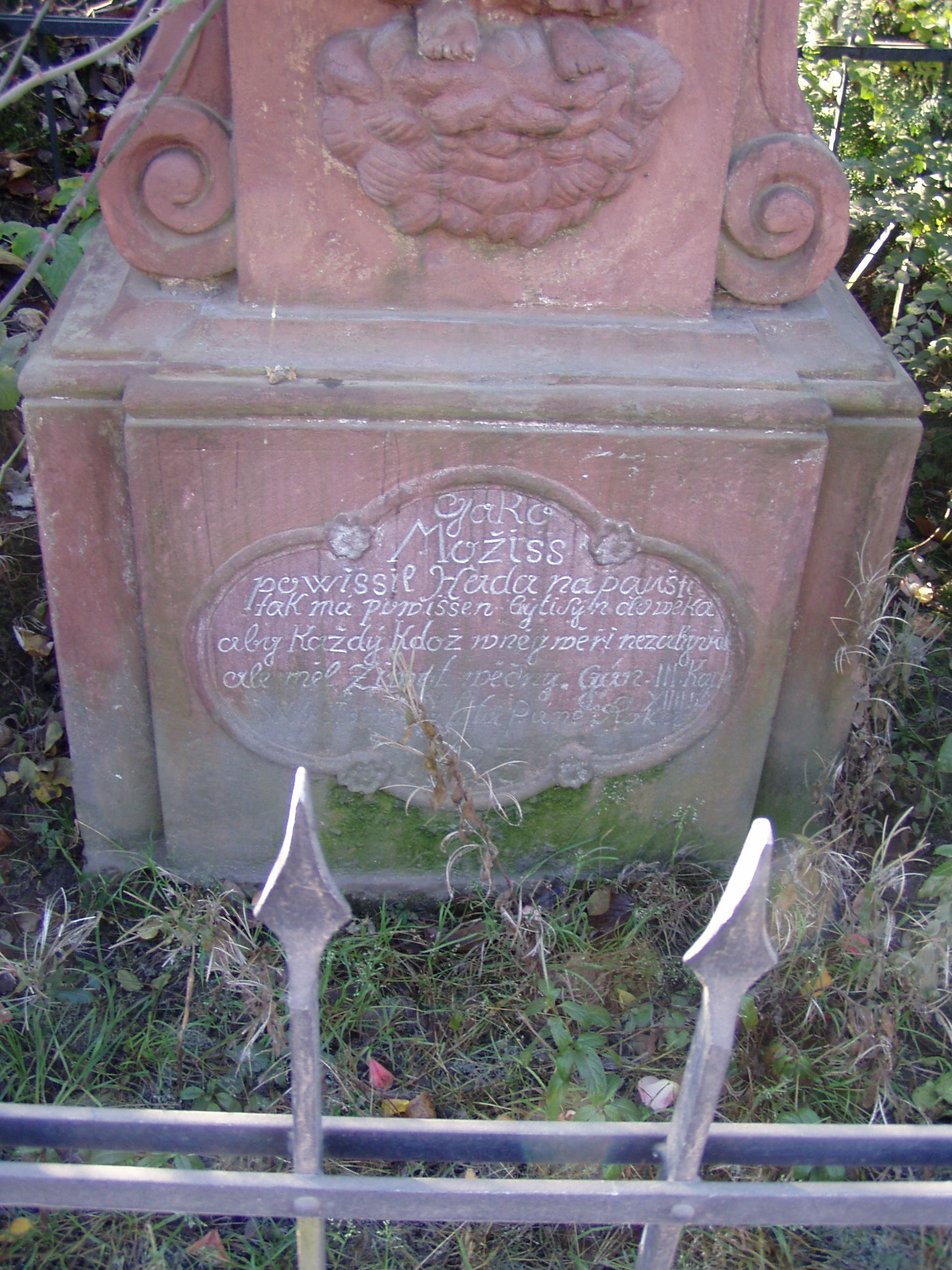
Detail podstavce kříže